# Estadio cubierto

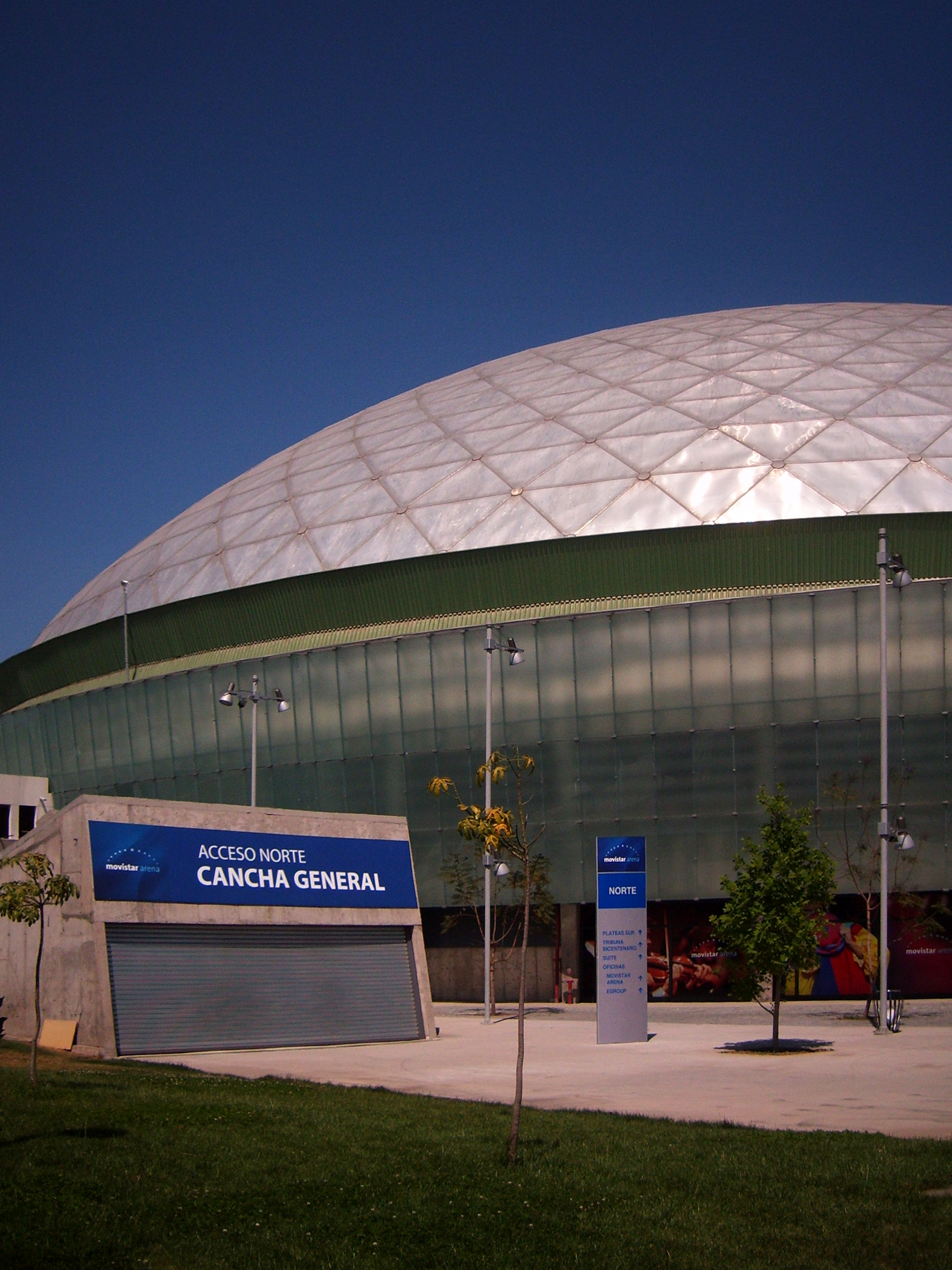
El Movistar Arena en Santiago de Chile.

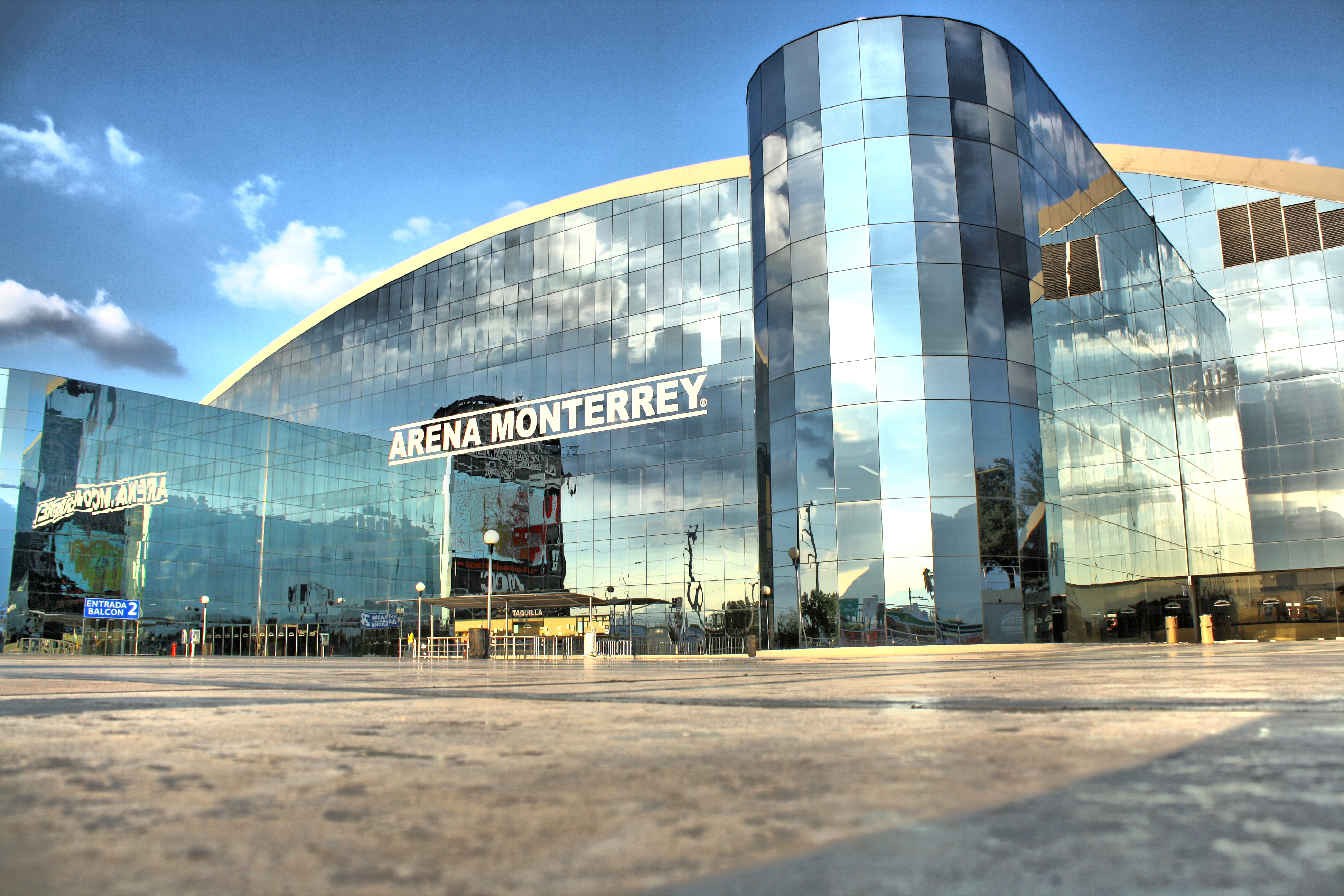
La Arena Monterrey.

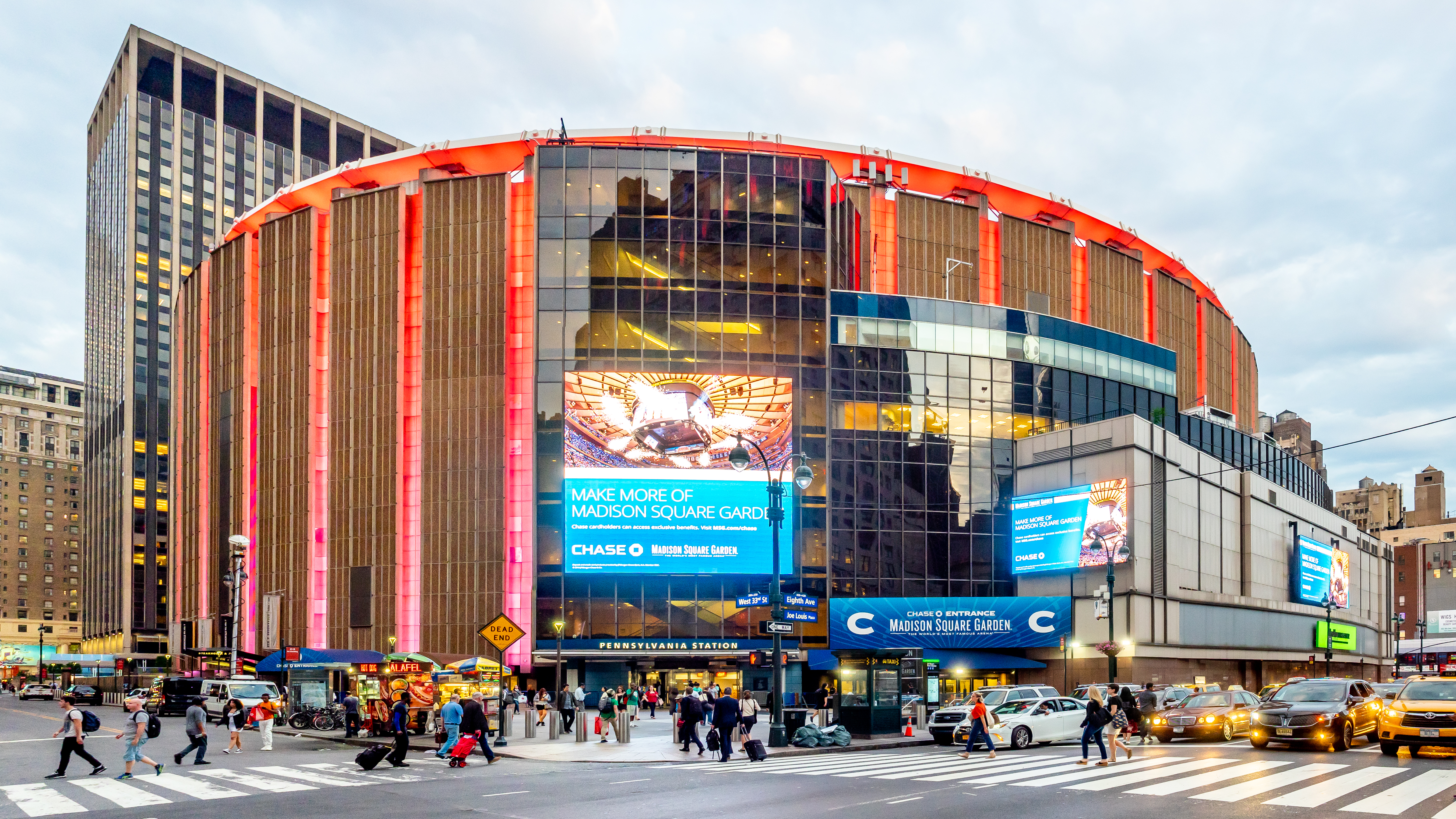
El Madison Square Garden.

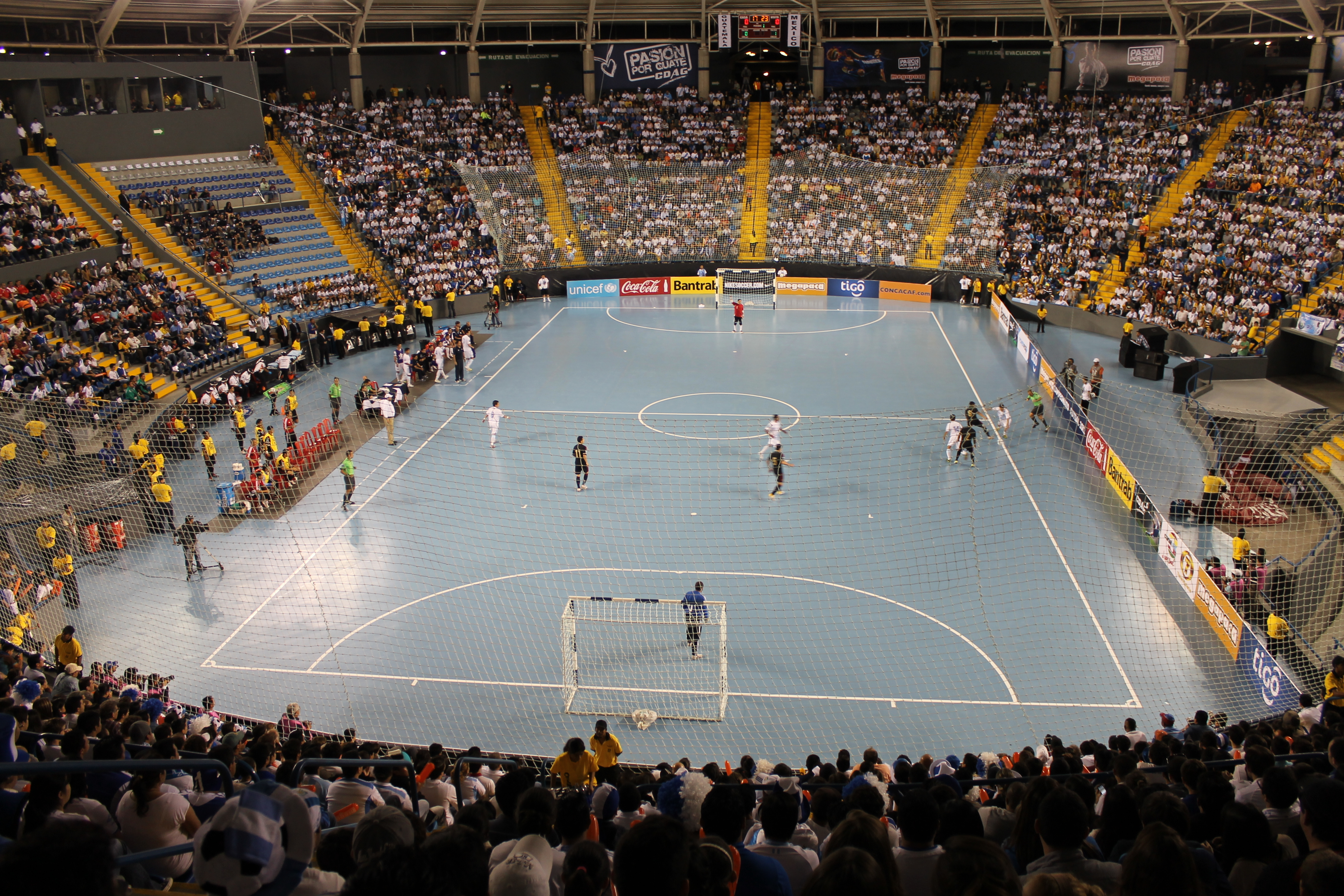
Partido de Fútbol sala en el Domo Polideportivo de Ciudad de Guatemala.

Un estadio cubierto, también llamado arena, domo, pabellón, coliseo, gimnasio o estadio techado, entre otros nombres, es un estadio techado diseñado para eventos deportivos así como presentaciones musicales o teatrales. Se compone de un gran espacio abierto en el centro, rodeado por graderías y asientos para los espectadores. La característica clave es que el lugar donde se realiza el evento, se ubica en el punto más bajo, permitiendo una gran visibilidad. Usualmente están diseñados para acomodar un gran número de espectadores.
El término «arena» también se usa libremente para referirse a cualquier evento o tipo de evento que, literal o metafóricamente, tiene lugar en tal lugar, a menudo con la intención específica de comparar una idea con un evento deportivo. Ejemplos de estos serían términos como «la arena de la guerra» o «la arena del amor» o «la arena política». En muchos juegos de lucha, el escenario en el que luchan los oponentes también se llama arena.
Una arena a menudo recibe el nombre de un patrocinador. Es común que el nombre cambie con intervalos de cuatro a ocho años.

## Etimología
La etimología del término arena se remonta a las épocas del Imperio romano, cuando los gladiadores luchaban en una superficie cubierta de arena para que absorbiese la sangre. Y entonces se llamó así a los lugares (casi siempre circulares u ovalados, como los circos romanos) en donde se realizaban actividades deportivas (aunque no exclusivamente).